# Nyakariba
Nyakariba är ett periodiskt vattendrag i Burundi.   Det ligger i provinsen Rutana, i den centrala delen av landet, 100 km sydost om huvudstaden Bujumbura.
Omgivningarna runt Nyakariba är huvudsakligen savann. Runt Nyakariba är det ganska tätbefolkat, med 100 invånare per kvadratkilometer.